# Like I Love You (Nico Santos e Topic)
Like I Love You è un singolo del cantante tedesco Nico Santos e del DJ tedesco Topic, pubblicato il 13 marzo 2020 come terzo estratto dal secondo album in studio del primo Nico Santos.

## Tracce
Testi e musiche di Nico Santos, Tobias Topic, Pascal "Kalli" Reinhardt e Joe Walter.
Download digitale
1. Like I Love You – 3:22

Download digitale – Mixes EP
1. Like I Love You (Topic & FRDY Remix) – 2:35
2. Nico Santos – Like I Love You (The Lonely Piano Version) – 3:39
3. Nico Santos – Like I Love You (Free ESC Version) – 3:21
4. Nico Santos – Like I Love You (Acoustic Live Version) – 3:53
5. Like I Love You (Topic & FRDY Remix / Extended Version) – 3:33

## Formazione
Musicisti
- Nico Santos – voce
- Joe Walter – cori
- Topic – batteria, basso, tastiera, programmazione
- Pascal "Kalli" Reinhardt – batteria, basso, tastiera, programmazione, chitarra

Produzione
- Topic – produzione, missaggio
- Pascal "Kalli" Reinhardt – produzione
- Sascha "Busy" Bühren – mastering

## Classifiche

### Classifiche settimanali
| Classifica (2020) | Posizione massima |
| ----------------- | ----------------- |
| Austria           | 32                |
| Croazia           | 25                |
| Germania          | 24                |
| Polonia           | 28                |
| Svizzera          | 54                |

### Classifiche di fine anno
| Classifica (2020) | Posizione |
| ----------------- | --------- |
| Austria           | 75        |
| Germania          | 91        |